# Rafiki Saïd
Rafiki Saïd Ahamada (* 15. März 2000 in Samba M’Bodoni) ist ein komorisch-französischer Fußballspieler, der bei ES Troyes AC in der Ligue 2 spielt.

## Karriere
Saïd begann seine fußballerische Ausbildung bei Stade Brest, wo er von 2011 bis 2018 bei der U19 aktiv war. Seit 2017 spielt er für die zweite Mannschaft. Im Sommer 2020 unterschrieb er seinen ersten Profivertrag bei Stade Brest. Für die Rückrunde der Saison 2020/21 wurde er an den Drittligisten Stade Briochin verliehen. Am 23. Februar 2021 (21. Spieltag) wurde er gegen die US Orléans eingewechselt und debütierte somit für seinen Leihverein. Zwei Wochen später schoss er gegen die US Créteil sein erstes Tor, als sein Team 2:1 gewann. Bis zum Saisonende spielte er 15 Mal in der Liga, wobei er zweimal traf. Nach seiner Rückkehr spielte er am 12. September 2021 (5. Spieltag) das erste Mal in der Ligue 1 bei einem 1:1-Unentschieden gegen den SCO Angers nach später Einwechslung.
Im August 2022 wechselte der Spieler zu Olympique Nîmes. Saïd und Nîmes stiegen am Ende der Saison 2022/23 in die 3. Liga ab. Im Sommer 2023 schloss sich Nîmes daraufhin dem Absteiger ES Troyes AC an und kehrte in die Ligue 2 zurück.